# Tame Impala
Tame Impala är ett band  från Perth i Australien, ett psykedeliskt rockprojekt av Kevin Parker. Deras bandnamn syftar på en afrikansk antilop som kallas impala. Gruppen släppte sitt debutalbum Innerspeaker år 2010.

## Biografi

### Tidig karriär
Tame Impala bildades ur Kevin Parkers tidigare band The Dee Dee Dums. The Dee Dee Dums hade till en början bara två medlemmar, Kevin Parker (trummor) och Luke Epstein (gitarr). I oktober år 2006 ersattes Epstein med trumslagaren Sam Devenport. År 2007 bytte bandet namn till Tame Impala samtidigt som de tog in en ny trumslagare i bandet. Epstein lämnade bandet för att fullfölja sina skådespelarstudier.
I juli 2008 skrev bandet på ett kontrakt med skivbolaget Modular Recordings.

### Tame Impala EP
Samma år i september släpptes deras självbetitlade EP. Det förekom en hel del missförstånd angående titeln på EP:n, då många trodde titeln var Antares Mira Sun. Albumomslaget är en tolkning av en bild han såg under en astronomilektion på universitetet, som visade storleksskillnaden mellan stjärnorna Antares, Mira och solen.
EP:n hamnade på en del topplistor och låtarna spelades över hela landet på radio av bland annat radiostationen Triple J.
År 2008 genomförde bandet en turné. Förutom en del konserter där Tame Impala var huvudnumret var bandet under turnén förband till You Am I, The Black Keys, Yeasayer och MGMT. De spelade även en del på olika australienska festivaler. Man genomförde även en turné under 2009.

### Sundown Syndrome
Tame Impalas första singel "Sundown Syndrome" spelades in hos Toerag Studios i London under Mars 2009. Singeln släpptes i juli 2009 och innehöll förutom titelspåret en cover av Blue boys "Remember Me".
Under sensommaren och hösten 2009 turnerade bandet runt Australien.

### Innerspeaker
Tame Impalas debutalbum Innerspeaker, släpptes den 21 maj 2010. I Storbritannien var utgivningsdatumet satt till 28 juni, dock råkade Itunes göra albumet tillgängligt för köp redan den 12 maj. I USA släpptes albumet den 8 juni. Albumet fick goda recensioner av musikkritikerna. Triple J utsåg det till årets album. Pitchfork utnämnde albumet till "Best New Music", en etikett de använder sig av när de recenserar album.
I en intervju med Triple J, bara några månader efter att Innerspeaker släpptes, avslöjade Kevin Parker att han och Jay Watson spelat in ett nytt album i hemlighet. Parker sade att albumet nästan var färdiginspelat. Bandet turnerade en hel del i både USA, Europa och Australien efter att Innerspeaker släpptes, och man fortsatte göra det periodvis under 2011.

### Lonerism
Den 7 december 2011 började Kevin Parker mixa det kommande albumet Lonerism, tillsammans med den kända musikproducenten Dave Fridmann. Bandet avslöjade att albumet var klart den 2 mars 2012 via sin Facebook-sida. Jay Watson förmodade att albumet skulle släppas i mitten av 2012, men albumet släpptes i oktober. Parker spelade delvis in albumet i Frankrike, hans flickväns hemland.
Albumet släpptes den 5 oktober i Australien, 8 oktober i Storbritannien och 9 oktober i USA. 
Parker har nämnt det svenska bandet Dungen som en stor inspirationskälla.

## Bandmedlemmar
Enligt Kevin Parker bör inte Tame Impala betraktas som ett band när låtar spelas in i studion, då Kevin skriver, spelar in och producerar all musik (Jay Watson och Dominic Simper har bidragit med instrument till några låtar på de två albumen). Bandmedlemmarna lever dock tillsammans, är barndomsvänner, och spelar tillsammans i andra band såsom Pond och Mink Mussel Creek.

### Live
- Kevin Parker – sång, gitarr, kazoo (2007-nutid)
- Jay "Gumby" Watson – trummor, bakgrundssång (2007-2011), keyboard, bakgrundssång, då och då gitarr (2012-nutid)
- Dominic Simper – bas (2007-2010), gitarr och synth (2010-nutid)
- Cam Avery – bas (2013-nutid)
- Julien Barbagallo - trummor (2012-nutid)
- Nick "Paisley Adams" Allbrook – gitarr, keyboard (2009-2010), bas (2010-2013)

### Studio
- Kevin Parker – sång, gitarr, bas, trummor, keyboard
- Jay Watson – trummor, keyboard, gitarr
- Dominic Simper – bas, gitarr, effekter

## Diskografi

### Album
- Innerspeaker - Modular Recordings (21 maj 2010)
- Lonerism - Modular Recordings (5 oktober 2012)
- Currents - Interscope Recordings (17 juli 2015)
- The slow rush - Modular Recordings (2020)

### EP
- Tame Impala [H.I.T.S. 003] - Hole in the Sky (augusti 2008) (12" vinyl)
- Tame Impala EP - Modular Recordings (september 2008)

### Singlar
- "Sundown Syndrome"/"Remember Me" - Modular Recordings (juli 2009)
- "Solitude Is Bliss" - Modular Recordings (april 2010)
- "Lucidity" - Modular Recordings (juli 2010)
- "Expectation" - Modular Recordings (december 2010)
- "Why Won't You Make Up Your Mind" - Modular Recordings (februari 2011)
- "Apocalypse Dreams" - Modular Recordings (juli 2012)
- "Elephant" - Modular Recordings (augusti 2012)